# Тарлык (Саратовская область)
Тарлык — село в Энгельсском районе Саратовской области России. Входит в состав Безымянского муниципального образования (сельского поселения).
Основан как немецкий хутор Тарлыксфельд.
Население - 51 (2019)

## История
Дата основания не установлена. Хутор входил с 1922 года в состав Вольского (Куккуского), с 1927 года - Зельманского (Ровненского), с 1935 года и до 1941 года - Лизандергейского кантона АССР немцев Поволжья
В сентябре 1941 года немецкое население было депортировано. Село, как и другие населённые пункты Лизандергейского кантона было включено в состав Саратовской области, впоследствии переименовано в село Тарлык.

## Физико-географическая характеристика
Село находится в Низком Заволжье, относящемся к Восточно-Европейской равнине, на левом берегу реки Тарлык. Высота центра населённого пункта - 47 метров над уровнем моря. В окрестностях населённого пункта распространены каштановые почвы. Почвообразующие породы - глины и суглинки.
Село расположено западнее села Кирово и имеет с ним сообщение по грунтовой дороге. В селе имеется одна улица — Заречная. По автомобильным дорогам расстояние до административного центра сельского поселения села Безымянное - 45 км, до районного центра города Энгельс составляет 77 км, до областного центра города Саратова - 87 км. 
Часовой пояс
Тарлык, как и вся Саратовская область, находится в часовой зоне МСК+1. Смещение применяемого времени относительно UTC составляет +4:00.

## Население
Динамика численности населения
| 1926 |
| ---- |
| 79   |

| 2010 | 2019 |
| ---- | ---- |
| 34   | ↗51  |

В 1926 году немцы составляли 100 % населения хутора